# Смолинске
Смолинске (слч. Smolinské) насељено је мјесто са административним статусом сеоске општине (слч. obec) у округу Сењица, у Трнавском крају, Словачка Република.

## Становништво
| Година:    | 1994. | 2004.   | 2014.   | 2024.   |
| ---------- | ----- | ------- | ------- | ------- |
| Број људи: | 958   | 968     | 937     | 920     |
| Разлика:   |       | +1,04 % | -3,20 % | -1,81 % |

| Година:    | 2023. | 2024.   |
| ---------- | ----- | ------- |
| Број људи: | 914   | 920     |
| Разлика:   |       | +0,65 % |

Према подацима о броју становника из 2024. године насеље је имало 920 становника.